# Мемориал братьев Знаменских 2014
56-й Мемориал братьев Знаменских прошёл 27 июня 2014 года в подмосковном городе Жуковский на стадионе «Метеор». Турнир входил в серию соревнований «EA Classic Permit Meeting». Существенное влияние на уровень показанных результатов оказали холодная погода и проливной дождь, шедший на протяжении всего турнира. Соревнования были проведены в 15 дисциплинах лёгкой атлетики (8 у мужчин и 7 у женщин).

## Результаты

### Мужчины
| Дисциплина                          | Золото                      | Золото             | Серебро                  | Серебро            | Бронза                        | Бронза             |
| ----------------------------------- | --------------------------- | ------------------ | ------------------------ | ------------------ | ----------------------------- | ------------------ |
| 100 м (ветер: +1,8 м/с)             | Рамиль Гулиев Турция        | 10,22              | Виталий Корж Украина     | 10,48              | Фрэнсис Обиквелу Португалия   | 10,52              |
| 800 м                               | Артур Куцяпский Польша      | 1.47,33            | Ян Кубиста Чехия         | 1.47,84            | Иван Тухтачёв Россия          | 1.48,35            |
| 5000 м                              | Андрей Минжулин Россия      | 13.53,10           | Егор Николаев Россия     | 13.54,34           | Евгений Кунц Россия           | 13.55,12           |
| 3000 м с препятствиями              | Николай Чавкин Россия       | 8.35,84            | Иван Лукьянов Россия     | 8.39,33            | Максим Якушев Россия          | 8.39,56            |
| 110 м с барьерами (ветер: +1,1 м/с) | Балаж Байи Венгрия          | 13,57              | Дамьян Чикер Польша      | 13,86              | Виталий Парахонько Белоруссия | 14,15              |
| Прыжок в высоту                     | Дмитрий Семёнов Россия      | 2,24 м             | Андрей Ковалёв Украина   | 2,15 м             | Михаил Акименко Россия        | 2,15 м             |
| Прыжок в высоту                     | Дмитрий Семёнов Россия      | 2,24 м             | Андрей Ковалёв Украина   | 2,15 м             | Илья Иванюк Россия            | 2,15 м             |
| Тройной прыжок                      | Юрий Ковалёв Россия         | 16,19 м (−1,7 м/с) | Кароль Хоффман Польша    | 16,02 м (−1,0 м/с) | Евгений Семененко Украина     | 15,95 м (−0,9 м/с) |
| Метание молота                      | Дильшод Назаров Таджикистан | 77,77 м            | Павел Борейша Белоруссия | 74,68 м            | Юрий Шаюнов Белоруссия        | 73,94 м            |

### Женщины
| Дисциплина                          | Золото                       | Золото             | Серебро                     | Серебро            | Бронза                      | Бронза             |
| ----------------------------------- | ---------------------------- | ------------------ | --------------------------- | ------------------ | --------------------------- | ------------------ |
| 200 м (ветер: +1,2 м/с)             | Екатерина Реньжина Россия    | 23,18              | Марина Пантелеева Россия    | 23,59              | Елена Зуйкевич Россия       | 24,05              |
| 1500 м                              | Анна Щагина Россия           | 4.07,42            | Марина Поспелова Россия     | 4.10,09            | Наталия Прищепа Украина     | 4.14,13            |
| 5000 м                              | Наталья Попкова Россия       | 15.36,55           | Екатерина Соколенко Россия  | 15.56,59           | Елена Седова Россия         | 16.01,65           |
| 100 м с барьерами (ветер: +2,2 м/с) | Алина Талай Белоруссия       | 13,03              | Алина Антипова Россия       | 13,10              | Светлана Топилина Россия    | 13,12              |
| 400 м с барьерами                   | Ирина Давыдова Россия        | 57,28              | Светлана Кармалита Россия   | 57,84              | Дарья Кораблёва Россия      | 58,06              |
| Тройной прыжок                      | Екатерина Конева Россия      | 14,00 м (−0,6 м/с) | Наталья Вяткина Белоруссия  | 13,66 м (−0,1 м/с) | Анна Ягачак Польша          | 13,61 м (+0,2 м/с) |
| Метание копья                       | Татьяна Холодович Белоруссия | 61,39 м            | Анна Гацко-Федусова Украина | 60,51 м            | Виктория Сударушкина Россия | 59,49 м            |